# Gold (musikalbum av Kiss)
Gold är ett samlingsalbum med KISS, släppt 5 oktober 2004.

## Låtförteckning
CD 1
1. Strutter
2. Nothin' To Lose
3. Firehouse
4. Deuce
5. Black Diamond
6. Got To Choose
7. Parasite
8. Hotter Than Hell
9. C'mon And Love Me
10. She
11. Anything For My Baby
12. Rock Bottom
13. Gold Gin
14. Rock And Roll All Nite
15. Let Me Go, Rock'n'Roll
16. Detroit Rock City
17. King Of The Night Time World
18. Shout It Out Loud
19. Beth
20. Do You Love Me

CD 2
1. I Want You
2. Calling Dr. Love
3. Hard Luck Woman
4. I Stole Your Love
5. Love Gun
6. Christine Sixteen
7. Shock Me
8. Makin' Love
9. God Of Thunder
10. Tonight You Belong To Me
11. New York Groove
12. Radioactive
13. Don't You Let Me Down
14. I Was Made For Lovin' You
15. Sure Know Something
16. Shandi
17. Talk To Me
18. A World Without Heroes
19. Nowhere To Run
20. I'm A Legend Tonight

CD 3
1. Introduction - Kiss Exposed
2. Who Wants To Be Lonely
3. Caroling
4. Uh! All Night
5. Breakfast With Kiss
6. I Love It Loud
7. Kiss Archive
8. Deuce
9. Strutter
10. Ace Frehley Solo
11. Beth
12. Detroit Rock City
13. Kiss Fantasies
14. Tears Are Falling
15. Casting Call
16. Lick It Up
17. Fate Forms Kiss
18. All Hell's Breakin' Loose
19. Public Service Announcement
20. I Love It Loud
21. Makin' It Louder
22. I Stole Your Love
23. More Carols
24. Heaven's On Fire
25. It's About Girls
26. Ladies Room
27. The Paul Stanley Workout
28. Rock And Roll All Nite